# Mads Würtz
Mads Würtz Schmidt (Randers, 31 de marzo de 1994) es un ciclista profesional danés que desde 2025 compite en pruebas de grava con el PAS Racing.

## Palmarés
2012
- París-Roubaix juniors

2015
- 3° en el Campeonato de Dinamarca de Contrarreloj
- 1 etapa de la Vuelta a Dinamarca
- 1 etapa del Tour del Porvenir
- Campeonato Mundial Contrarreloj sub-23

2016
- Triptyque des Monts et Châteaux, más 2 etapas
- 1 etapa de la Vuelta a Dinamarca

2021
- 1 etapa de la Tirreno-Adriático
- Campeonato de Dinamarca en Ruta

## Resultados en Grandes Vueltas y Campeonatos del Mundo
| Carrera         | Carrera         | 2013 | 2014 | 2015 | 2016 | 2017 | 2018 | 2019  | 2020 | 2021 | 2022 | 2023 | 2024 |
| --------------- | --------------- | ---- | ---- | ---- | ---- | ---- | ---- | ----- | ---- | ---- | ---- | ---- | ---- |
|                 | Giro de Italia  | —    | —    | —    | —    | —    | 81.º | —     | —    | —    | —    | Ab.  | —    |
|                 | Tour de Francia | —    | —    | —    | —    | —    | —    | 117.º | —    | —    | —    | —    | —    |
|                 | Vuelta a España | —    | —    | —    | —    | —    | —    | —     | —    | Ab.  | —    | —    | —    |
| Mundial en Ruta | Mundial en Ruta | —    | —    | —    | —    | —    | Ab.  | —     | —    | Ab.  | —    | —    | —    |

—: no participa

Ab.: abandono

## Equipos
- Cult Energy (2013-2014)
  - Team Cult Energy (2013)
  - Cult Energy Vital Water (2014)
- ColoQuick (2015)
- Team Trefor (2016)
- Team Katusha-Alpecin (2017-2019)
- Israel[2] (2020-2024)
  - Israel Start-Up Nation (2020-2021)
  - Israel-Premier Tech (2022-2024)